# Xhevat Lloshi
Xhevat Lloshi (* 23. Oktober 1937 in Tirana, Albanien) ist einer der führenden Forscher im Bereich Albanologie/Balkanologie.

## Werke
- Stilistika Dhe Pragmatika: Tekst Mesimor, Botime Toena, ISBN 99927-1-229-5
- Stilistika E Gjuhes Shqipe Dhe Pragmatika, Shtepia Botuese e Librit Universitar, ISBN 99927-0-145-5[1]
- Udheve Te Hapesires Letrare: Gjurmime, Studime, Kritika, Toena, ISBN 99927-1-658-4
- Vepra (mit  Semseddin Sam),  LogosA, ISBN 9989-58129-0
- China's Celestial Empire , Time Life Education, 1992, ISBN 99927-1-229-5

Er fungierte als Neuherausgeber des Kodi Civil I Vitit 1929, (Botimet Toena, ISBN 99927-1-065-9). Daneben ist er auch als Übersetzer vom Englischen ins Albanische tätig.